# Ivana
Ivana je ženské křestní jméno. Podle českého kalendáře má svátek 4. dubna.
Ivana je ženským protějškem jména Ivan, které je staroslovanskou variantou jména Jan. Ivana proto tvoří jednu z mnoha obdob, které se po staletí vytvářely na základě prastarého jména Jan. V Čechách jde ovšem o obdobu zcela moderní, neboť Ivana přišla do módy zhruba v polovině 20. století.
Předtím bylo možné se v Česku setkat s Ivankami, ženským jménem, které se do Česka po první světové válce začalo šířit ze zemí jižních Slovanů.

## Statistické údaje
Následující tabulka uvádí četnost jména v ČR a pořadí mezi ženskými jmény ve srovnání dvou roků, pro které jsou dostupné údaje MV ČR – lze z ní tedy vysledovat trend v užívání tohoto jména:
| Rok  | Četnost | Pořadí |
| 1999 | 70 020  | 21.    |
| 2002 | 70 203  | 21.    |
| 2006 | 70 383  | 22.    |
| 2009 | 70 433  | 22.    |

Změna procentního zastoupení tohoto jména mezi žijícími ženami v ČR (tj. procentní změna se započítáním celkového úbytku žen v ČR za sledované tři roky) je +1,1%.

## Známé nositelky jména
- Ivana Andrlová (* 1960) – česká herečka
- Ivana Bartošová (* 1960) – česká politička, pedagožka a školní inspektorka
- Ivana Buková (1968–2012) – česká herečka
- Ivana Čornejová (* 1950) – česká historička
- Ivanka Devátá (* 1935) – česká herečka
- Ivana Gottová (* 1976) – česká moderátorka
- Ivana Hušková – česká herečka
- Ivana Christová (* 1970) – slovenská modelka a Miss ČSSR
- Ivana Chýlková (* 1963) – česká herečka
- Ivana Jirešová (* 1977) – česká herečka
- Ivana Kobilca (1861–1926) – slovinská malířka
- Ivana Königsmarková (* 1953) - česká soukromá porodní asistentka
- Ivana Korolová (* 1988) – herečka, zpěvačka
- Ivana Milicevic (* 1974) – chorvatská herečka
- Ivana Řápková (* 1966) – česká politička
- Ivana Trumpová (1949–2022) – americká podnikatelka a modelka
- Ivana Maria Vidović (* 1974) – chorvatská pianistka
- Ivana Zemanová (* 1965) – manželka prezidenta Miloše Zemana

## Ivana jako příjmení
- Milan Ivana (* 1983) – slovenský fotbalový útočník